# Susanne Dahl
Susanne Teresia Dahl, född 20 september 1974 i Finland, är en svensk präst, poet och skribent.

## Biografi
Dahl arbetar (2022) som studentpräst i Svenska kyrkan i Umeå vid Umeå universitet, "Kyrkan på Campus".
Dahl har under många år återkommande medverkat i Sveriges Radios morgonandakter, och omnämndes vid programmets 90-årsjubileum 2020 som "en av de mest uppskattade andaktshållarna".
Hon debuterade som poet 2020 med trösteboken Vem såg mig då med bilder av Kent Wisti. Samarbetet har fortsatt 2022 med boken Och plötsligt ska vi minnas, där Dahl och Wisti uttrycker att de vill närma sig begreppet helighet, och undersöka ett landskap för tro i gränslandet mellan det utskrivna och det ordlösa.
Dahl och Wisti medverkade 2022 i podden Kinamockaskogen, som producerades i 25 avsnitt och angav sig finnas på kartan i skärningspunkten mellan kultur, samhälle och tro.
Susanne Dahl var värd för Sommar i P1 den 31 juli 2022.

### Familj
Susanne Dahl är (2022) förlovad med Kent Wisti.